# Tereitannano Village
Tereitannano Village är en ort i Kiribati.   Den ligger i örådet Tabuaeran och ögruppen Linjeöarna, i den västra delen av landet, 3 100 km öster om huvudstaden Tarawa. Tereitannano Village ligger 9 meter över havet och antalet invånare är 249.
Terrängen runt Tereitannano Village är mycket platt.  Närmaste större samhälle är Tenenebo Village, 1,3 km nordväst om Tereitannano Village. 